# UFC Fight Night: Bader vs. Nogueira 2
UFC Fight Night: Bader vs. Nogueira 2 (también conocido como UFC Fight Night 100) fue un evento de artes marciales mixtas organizado por Ultimate Fighting Championship que se llevó a cabo el 19 de noviembre de 2016 en el Ginásio do Ibirapuera, en São Paulo, Brasil.

## Historia
Originalmente, el dos veces retador al título de peso semipesado Alexander Gustafsson y Antônio Rogério Nogueira iban a enfrentarse en el combate estelar. La organización había programado anteriormente el combate como evento principal en otras dos ocasiones: la primera de ellas en abril de 2012 en UFC on Fuel TV: Gustafsson vs. Silva, y la segunda en marzo de 2014 en UFC Fight Night: Gustafsson vs. Manuwa. En ambas oportunidades Nogueira se lesionó antes de la pelea. No obstante, el 30 de septiembre Gustafsson se retiró del combate por una lesión. Fue reemplazado por Ryan Bader, ganador de The Ultimate Fighter: Team Nogueira vs. Team Mir en la categoría de peso semipesado. En su primer enfrentamiento, en UFC 119, Bader derrotó a Nogueira por decisión unánime.
Thomas Almeida y Albert Morales se enfrentaron en la pelea coestelar de la noche.

## Premios extra
Los siguientes peleadores recibieron un bono de $50 000 dólares:

- Pelea de la Noche: No fue entregado
- Actuación de la Noche: Thomas Almeida, Cezar Ferreira, Gadzhimurad Antigulov y Pedro Munhoz